# Aneflus sericatus
Aneflus sericatus là một loài bọ cánh cứng trong họ Cerambycidae.